# Унітарне перетворення
Унітарне перетворення — це ізоморфізм між двома Гільбертовими просторами. Інакше кажучи, унітарне перетворення - це бієкція
{\displaystyle U:H_{1}\to H_{2}\,}
де {\displaystyle H_{1}} та {\displaystyle H_{2}} - Гільбертові простори, така, що 
{\displaystyle \langle Ux,Uy\rangle =\langle x,y\rangle }
для всіх {\displaystyle x} та {\displaystyle y} в {\displaystyle H_{1}}. Унітарне перетворення є ізометрією, що можна побачити, підставивши в цю формулу {\displaystyle x=y}.
У випадку, коли {\displaystyle H_{1}} та {\displaystyle H_{2}} є одним і тим самим простором, унітарне перетворення - автоморфізм цього Гільбертового простору, і тоді воно також називається унітарним оператором.
Тісно пов'язаним із цим поняттям є поняття антиунітарного перетворення, тобто бієкції
{\displaystyle U:H_{1}\to H_{2}\,}
між двома комплексними Гільбертовими просторами, такої, що 
{\displaystyle \langle Ux,Uy\rangle ={\overline {\langle x,y\rangle }}=\langle y,x\rangle }
для всіх {\displaystyle x} та {\displaystyle y} в {\displaystyle H_{1}}, де горизонтальною рискою позначене комплексне спряження. 